# حسن‌آباد (قوچان)
حسن آباد، روستایی است از توابع بخش مرکزی شهرستان قوچان در استان خراسان رضوی ایران.

## جمعیت
این روستا در دهستان قوچان عتیق قرار داشته و براساس سرشماری سال ۱۳۸۵جمعیت آن ۵۹۸ نفر (۱۷۶ خانوار) بوده است.